# ایشیده تاته‌واکی
ایشیده تاته‌واکی ((به ژاپنی: 石出帯刀 Ishide Tatewaki)) نام ارثی بود که توسط رئیس هر نسل از رویا بوگیو (قاضی زندان) در دوره ادو ژاپن اقتباس می‌شد. در دهکده ای به نام «ایشیده». اگرچه اولین ایشیده تاته‌واکی در مقام نظامی به توکوگاوا ایه‌یاسو خدمت کرد و در لشکرکشی محاصره اوساکا حضور داشت، به دلیل فراوانی بیش از حد، دزدان در منطقه کانتو به عنوان قاضی زندان منصوب شد و دیری نپایید که این شغل ارثی شد.
خانواده ایشیده تا زمان فروپاشی شوگونات توکوگاوا و شروع دوره میجی به وظایف خود به عنوان قاضی زندان ادامه دادند.
ایشیده تاته‌واکی نام یک نفر نیست، بلکه یک نام ارثی است که از نسلی به نسل دیگر منتقل می‌شود و او به عنوان قاضی زندان در زندان تنماچو متعلق به شوگونات ادو خدمت می‌کند. زیر نظر قاضی شهر، وظایف اصلی آنها شامل هدایت مسئولان زندان و خادمان آنها، اداره زندان و زندانیان و مشاهده اجرای مجازات‌ها و عفو می‌شد.

## ایشیده تاته‌واکی یوشیفوکا
در سال نو، سال سوم دوره می‌رکی زندانی بود که در آن زمان «ایشیده تاته‌واکی یوشیفوکا» (به ژاپنی: 石出帯刀吉深) (۴۳ ساله) مسئول آن بود. آتشی که در معبد هونگو مارویاما هونمیو جی آغاز شد به سرعت گسترش یافت و به آتشی عظیم تبدیل شد و آتش به زندان در کودنما چو نزدیک شد. در آن زمان حدود ۱۲۰ زندانی در زندان بودند، اما کلید زندان در دادسرا بود و بدون رعایت مراحل مقرر باز نمی‌شد. با این حال، ایشیده احساس می‌کرد که اگر اوضاع به همین منوال پیش برود، آتش به زندان سرایت می‌کند و زندانیان تا حد مرگ می‌سوزند، این خیلی رقت‌انگیز است، بنابراین او شخصاً جلوی زندان را شکست و زندانیان را رها کرد. سپس به زندانیان گفت: 
همان‌طور که همه می‌دانند، کلید در خانه نگهبانی (دادگاه) است، بنابراین در حالت عادی چاره ای جز شاهد بودن سوخته شدن زندانیان نداریم، اما تصمیم گرفته‌ایم به قیمت جان خود زندانیان را آزاد کنیم. قول دهید که بعد از خاموش شدن آتش بدون فرار به معبد زنکنجی در شینجیماچی، آساکوسا برگردید.
با این حال، تا روز بعد، در نوزدهم، همه تقریباً ۱۲۰ زندانی موقتاً آزاد شده به مکان‌های تعیین شده خود بازگشتند. ایشیده، با کمک مردم شهر سوخته، به آنها غذا داد و از آنها مراقبت کرد، به قاضی شهر گزارش داد و سه روز بعد زندانیان را به آساکوسا سانجوسانگندو منتقل کرد. در هرج و مرج آتش، زندانیان می‌توانستند وانمود کنند که در شعله‌های آتش گرفتار شده اند و فرار می‌کنند. با این حال، اگر آنها این کار را انجام می‌دادند، به ایشیده خیانت می‌کردند که به آنها اعتماد کرد و برای نجات آنها جان خود را به خطر انداخته بود. حتی اگر با مجازات اعدام روبرو بودند، خیانت به کسی که زندگی خود را گرو گذاشته‌است و به شما اعتماد کرده‌است کاری نیست که شخص بتواند انجام دهد و همه زندانیان ادو این را می‌دانستند.
ایشیده به خاطر زندانیانی که به عهد خود وفا کرده بودند، به مقام‌های شوگون‌سالاری توکوگاوا گفت: اگر چه آنها جنایتکار هستند، اما احساس وظیفه آنها واقعاً برجسته است. اگر آنها به اعدام محکوم شوند، ضرر بزرگی خواهد بود. برای آینده.» «شوگون‌سالاری تقاضای تخفیف در احکام  از جمله مجازات اعدام کردند و گفته می‌شود که شوگون‌سالاری این درخواست را پذیرفته و همه احکام تخفیف داده شد.
تحت تأثیر این اقدام بعداً توسط شوگون‌سالاری توکوگاوا قانونی در این مورد تصویب شد و از آن پس در طول دوره ادو، کسانی که پس از آزاد شدن موقت در مواقع اضطراری برمی‌گشتند به تخفیف یک درجه مجازات محکوم می‌شدند و کسانی که بازنمی گشتند به اعدام (بعداً به عدم کاهش) محکوم می‌شدند  که نه تنها به یک رویه نانوشته تبدیل شد، بلکه در قانون قدیمی زندان مصوب در دوره میجی نیز صریح شد و به قانون فعلی در مورد بازداشتگاه های کیفری و رفتار با زندانیان تبدیل شد. علاوه بر این، در دوران قانون زندان قدیمی، سوابقی وجود دارد که زندانیان زندان در طول زلزله بزرگ کانتو و در طی حملات هوایی در پایان جنگ اقیانوس آرام (جنگ آسیای شرقی بزرگ) «به طور موقت آزاد» شده‌اند.